# باب استیفنسن (هنرپیشه)
باب استیفنسن (انگلیسی: Bob Stephenson؛ زادهٔ ۱۸ مهٔ ۱۹۶۷) یک هنرپیشه، تهیه‌کننده، و فیلم‌نامه‌نویس اهل ایالات متحده آمریکا است.
از فیلم‌های معروف او می‌توان به بازی در فیلم دوستان همراه پول، جابجایی اعضای خانواده، رفتار بی‌‌فایده و احمقانه و بچه‌دارشدن اشاره کرد.